# Canal 24 horas (canal de televisión de España)
Canal 24 horas (24h), también citado en ocasiones como 24 horas, es un canal de televisión en abierto español de noticias, propiedad de la Corporación de RTVE y operado por Televisión Española (TVE). Su programación se basa en noticias, debates, retransmisiones en directo y otros espacios periodísticos culturales y de actualidad, que se emiten en horario continuado durante el día. 
Canal 24 Horas es lanzado el 15 de septiembre de 1997 como Canal 24 Horas, nombre por el cual sigue siendo nombrado habitualmente por sus presentadores en pantalla. Además de por vía terrestre solo en España, también está disponible para una audiencia internacional como un canal de televisión por suscripción, si bien su enfoque editorial tiene vocación nacional, de manera similar al de otros servicios como Foro TV (Televisa, México), Rai News 24 (RAI, Italia), Franceinfo (France Télévisions, Francia) o Canal 24 Horas, (TVN, Chile).

## Historia
Desde sus inicios, Canal 24 Horas emite diferentes programas informativos, boletines y programas de debate. Su parrilla diurna se estructura en bloques de media hora de duración, que comprenden información sobre la actualidad nacional española e internacional, sociedad, cultura, economía, deportes e información meteorológica. Sus informativos genéricos Noticias 24h se intercalan entre otros formatos más específicos, algunos de ellos propios del canal; el resto son redifusiones de programas emitidos previamente en otros canales de TVE.

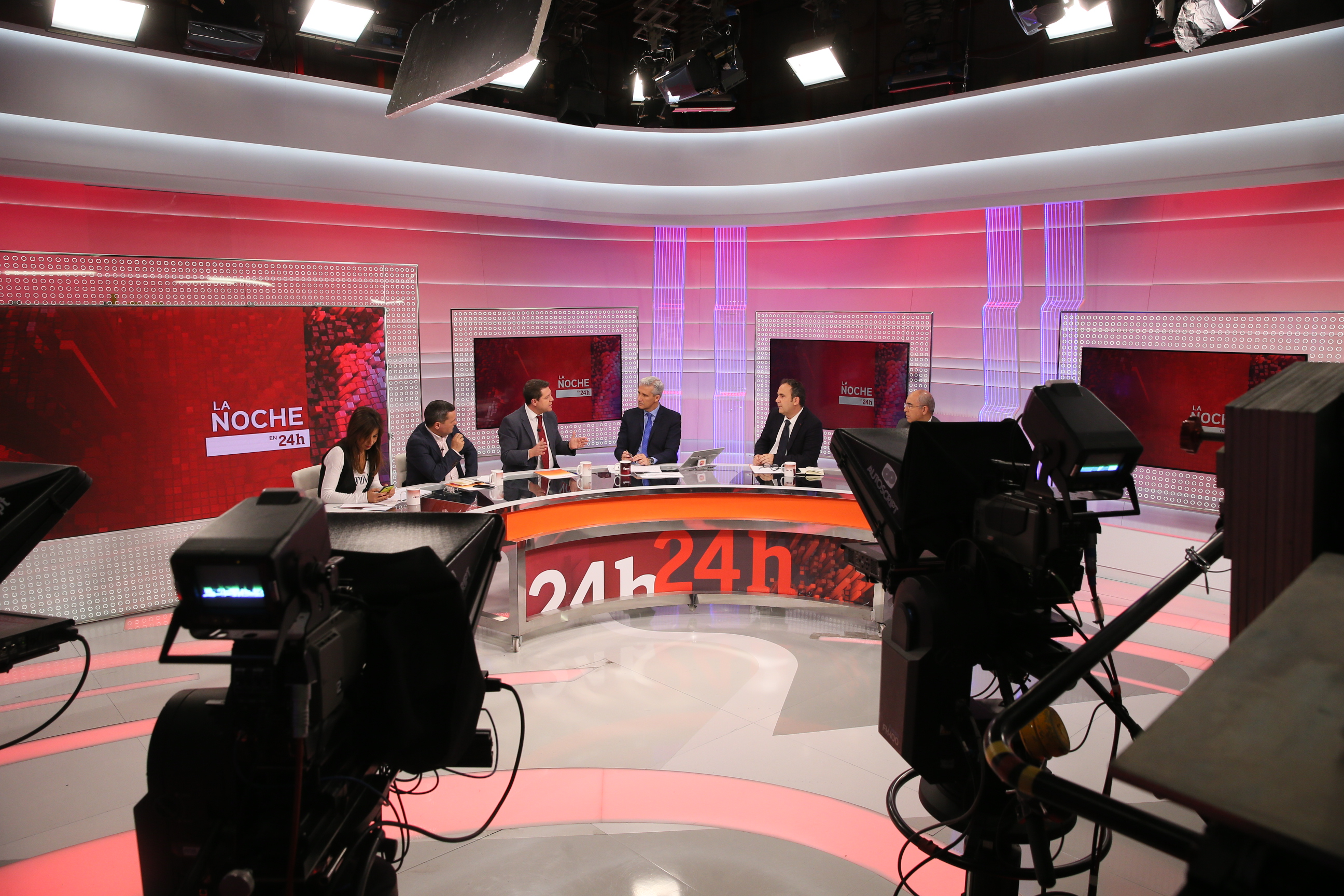
La Noche en 24h

Como Canal 24 Horas, comenzó sus emisiones a las dos de la tarde del 15 de septiembre de 1997, siendo el primer canal de información continua dirigido a España (CNN+, de Sogecable, comenzaría sus emisiones en 1999). Al igual que la versión europea de TVE Internacional, se emitía en abierto únicamente vía satélite, como buque insignia del nuevo paquete de canales de Televisión Española, llamado entonces TVE Temática. En sus inicios, estuvo disponible a través de las plataformas nacionales de televisión por satélite Vía Digital y Canal Satélite Digital, además de operadores regionales de cable, como el vasco Euskaltel.
El canal cambió su logotipo (con la inscripción 24H TVE) y renovó su imagen a finales de noviembre de 2005, coincidiendo con su estreno en la televisión digital terrestre española, momento en el que se puso a disposición de la amplia audiencia televisiva, entonces en proceso de transición a dicha tecnología (el apagón analógico tendría lugar en 2010 en España). De nuevo, cambió su imagen global en octubre de 2008 junto con la de RTVE, unificando la imagen de los Servicios Informativos y logotipos de canales de radio, televisión e Internet. En ese momento adopta la denominación 24h (léase: veinticuatro horas) en su continuidad, si bien sigue siendo habitual que presentadores de informativos de toda TVE se refieran al mismo utilizando la palabra «canal» delante de la marca oficial.
Actualmente, emite en abierto por satélite para Europa (a través de Eutelsat) y América (a través de Hispasat 30W-5 e Intelsat 11 en Banda C). En España, además de la emisión terrestre en abierto, está disponible por plataformas de televisión de pago (satélite, cable e IPTV) como Movistar Plus+, Vodafone TV y Orange TV. También se emite por Internet como streaming en directo en su web oficial; asimismo, su programación está disponible bajo demanda mediante el servicio RTVE Play. Además, en 2013 se lanzó el canal de información complementario solo por Internet +24 (léase: más veinticuatro), que transmite en streaming hasta 5 señales en simultáneo. 
Por otro lado, desde su creación a finales de los años noventa, La Primera sustituyó su cierre de emisión y carta de ajuste, en la que por entonces utilizaba como audio de fondo la señal de Radio 1 de RNE (hoy Radio Nacional), primero por una conexión con la señal del canal europeo Euronews y luego la señal de canal de 24h, siguiendo el modelo de la británica BBC One con el canal de noticias nacional BBC News 24 (hoy BBC News, o the BBC News channel), también creado en 1997. La franja de emisión de dicho simulcast de Canal 24 Horas en La Primera ha variado con el tiempo desde entonces; en la actualidad, suele ser de 2:30 a 6:00 en días laborales (antes del Telediario Matinal) y entre las 6:00 y las 9:30 los fines de semana.
Desde su creación, ha sido dirigido sucesivamente por Pedro González, Pedro Roncal y Juan Cristóbal Vidal Doce. Desde septiembre de 2008 hasta octubre de 2009, su director fue el periodista Juan Pedro Valentín, que inició un proceso de renovación completa del canal basado en más rapidez y directos, con mayor presencia personal de carácter nacional e internacional. Tras la marcha del anterior director, las funciones de la dirección fueron asumidas interinamente por el subdirector Vicente Vallés, hasta que fue nombrada nueva directora Asunción Gómez Bueno semanas después. El 3 de agosto de 2012 fue nombrado director del canal Sergio Martín Herrera. En septiembre de 2016, tras ser designado director y presentador de Los desayunos de TVE, las funciones de la dirección fueron asumidas interinamente por el subdirector, Moisés Rodríguez, durante tres meses y medio, hasta que fue nombrado Álvaro Zancajo como nuevo director en diciembre del mismo año. El 6 de septiembre de 2018, tras la destitución de Álvaro Zancajo por parte de la renovada administración de RTVE, Cristina Ónega fue nombrada directora del 24 Horas.
En 2001, Canal 24 Horas es reconocido por la Academia de las Ciencias y las Artes de Televisión de España como el mejor canal temático digital.
El 27 de marzo de 2020 el canal fue añadido a la plataforma Orange TV y empezó a emitir a través de YouTube.
El 23 de febrero de 2021, Canal 24 Horas inició sus transmisiones en 1080i reescalado desde su versión en definición estándar ya existente.
Las versiones en definición estándar (SD) y en alta definición (HD) coexistieron hasta el 11 de febrero de 2024, cuando TVE pasó a emitir solamente en HD.

## Directores
| Nombre                               | Inicio                   | Fin                     |
| ------------------------------------ | ------------------------ | ----------------------- |
| Pedro González Martín                | 15 de septiembre de 1997 | 22 de junio de 1999     |
| Pedro Guillermo Roncal Ciriaco       | 22 de junio de 1999      | 28 de abril de 2004     |
| Juan Cristóbal Vidal Doce            | 28 de abril de 2004      | 22 de julio de 2008     |
| Juan Pedro Valentín Padín            | 22 de julio de 2008      | 8 de octubre de 2009    |
| Vicente Vallés Choclán (interino)    | 9 de octubre de 2009     | 23 de octubre de 2009   |
| Asunción Gómez Bueno                 | 23 de octubre de 2009    | 3 de agosto de 2012     |
| Sergio Ricardo Martín Herrera        | 3 de agosto de 2012      | 11 de agosto de 2016    |
| Moisés Rodríguez Martínez (interino) | 11 de agosto de 2016     | 21 de diciembre de 2016 |
| Álvaro Zancajo Fenoll                | 21 de diciembre de 2016  | 6 de septiembre de 2018 |
| Cristina Ónega Salcedo               | 6 de septiembre de 2018  | presente                |

## Audiencias
| Año  | Enero | Febrero | Marzo | Abril | Mayo  | Junio | Julio | Agosto | Septiembre | Octubre | Noviembre | Diciembre | Media anual |
| ---- | ----- | ------- | ----- | ----- | ----- | ----- | ----- | ------ | ---------- | ------- | --------- | --------- | ----------- |
| 2007 | -     | -       | -     | -     | -     | -     | -     | -      | -          | -       | -         | -         | 0,1 %       |
| 2008 | -     | -       | -     | -     | -     | -     | -     | -      | -          | -       | -         | -         | 0,2 %       |
| 2009 | -     | -       | -     | -     | -     | -     | -     | -      | -          | -       | -         | -         | 0,4 %       |
| 2010 | -     | -       | -     | -     | -     | 0,8%  | 0,9 % | 0,9 %  | 0,7 %      | 0,7 %   | 0,7 %     | 0,9 %     | 0,7 %       |
| 2011 | 0,8 % | 0,8 %   | 1,1 % | 0,8 % | 1 %   | 0,9 % | 1 %   | 1 %    | 0,8 %      | 0,9 %   | 0,9 %     | 0,9 %     | 0,9 %       |
| 2012 | 0,9 % | 0,9 %   | 0,9 % | 1 %   | 1 %   | 1 %   | 1,1 % | 1 %    | 0,9 %      | 0,8 %   | 0,8 %     | 0,8 %     | 0,9 %       |
| 2013 | 0,8 % | 0,9 %   | 0,9 % | 0,8 % | 0,8 % | 0,8 % | 0,9 % | 0,9 %  | 0,7 %      | 0,7 %   | 0,7 %     | 0,7 %     | 0,8 %       |
| 2014 | 0,7 % | 0,7 %   | 0,8 % | 0,7 % | 0,8 % | 0,9 % | 0,8 % | 0,8 %  | 0,8 %      | 0,9 %   | 1,1 %     | 0,8 %     | 0,8 %       |
| 2015 | 0,8%  | 0,8%    | 0,8%  | 0,8%  | 0,9%  | 0,9%  | 1,0%  | 0,9%   | 0,8%       | 0,8%    | 1,1%      | 0,9%      | 0,9%        |
| 2016 | 0,9 % | 1 %     | 1,1 % | 1 %   | 0,8 % | 0,9 % | 1,2 % | 0,9 %  | 0,8 %      | 0,9 %   | 0,8 %     | 0,8 %     | 0,9 %       |
| 2017 | 0,8 % | 0,7 %   | 0,7 % | 0,8 % | 0,8 % | 1 %   | 0,9 % | 1 %    | 1,1 %      | *1,8 %  | 1,2 %     | 1 %       | 1 %         |
| 2018 | 0,9 % | 0,9 %   | 1 %   | 1 %   | 1 %   | 1 %   | 1 %   | 0,9 %  | 0,8 %      | 0,8 %   | 0,9 %     | 0,8 %     | 0,9 %       |
| 2019 | 1 0%  | 1,0%    | 1,0%  | 1,0%  | 0,9%  | 0,9%  | 0,9%  | 0,8%   | 0,9%       | 1,2%    | 1,0%      | 0,8%      | 0,9%        |
| 2020 | 0,9%  | 0,9%    | 1,7%  | 1,5%  | 1,4%  | 1,0%  | 0,9%  | 1,0%   | 0,9%       | 1,1%    | 1,0%      | 0,9%      | 1,1%        |
| 2021 | 1,1%  | 0,9%    | 0,9%  | 0,9%  | 0,9%  | 0,9%  | 0,9%  | 0,9%   | 1,1%       | 1,1%    | 1,0%      | 1,0%      | 1,0%        |
| 2022 | 0,9%  | 1,2%    | 1,5%  | 1,2%  | 1,0%  | 1,0%  | 1,0%  | 0,9%   | 1,0%       | 1,0%    | 1,0%      | 1,0%      | 1,1%        |
| 2023 | 1,0%  | 0,9%    | 1,1%  | 1,0%  | 1,0%  | 1,1%  | 1,3%  | 1,2%   | 1,3%       | 1,4%    | 1,5%      | 1,1%      | 1,2%        |
| 2024 | 1,1%  | 1,0%    | 1,0%  | 1,1%  | 1,1%  | 1,0%  | 1,0%  | 1,0%   | 1,0%       | 1,3%    | 1,5%      | 1,1%      | 1,1%        |
| 2025 | 1,1%  | 1,0%    | 1,1%  | 1,1%  | 1,1%  | 1,2%  | 1,1%  |        |            |         |           |           |             |

## Imagen corporativa
El color principal del canal es el rojo.

Logotipo usado desde 2008

## Eslóganes
- El canal donde vive la información (2021-presente)
- 25 años juntos (Celebración del 25° aniversario en 2022)